# Inventor Honorífico de la URSS
El título honorífico de Inventor Honorífico de la URSS (en ruso: Заслуженный изобретатель СССР) fue un premio estatal de la Unión Soviética establecido el 28 de diciembre de 1981 por Decreto del Presídium del Sóviet Supremo de la URSS N.º 6277-X, para reconocer y premiar las innovaciones en tecnología. Su estatuto fue confirmado más tarde el 22 de agosto de 1988 por el Decreto del Presídium del Sóviet Supremo N.º 9441-XI.
El título dejó de otorgarse tras la disolución de la Unión Soviética en diciembre de 1991 y fue reemplazado, en 1992, por el título de Inventor Honorífico de la Federación de Rusia.

## Estatuto
El título de Inventor Honorífico de la URSS se otorgaba por el Presídium del Sóviet Supremo a los autores de invenciones, por abrir nuevas vías en el desarrollo de la ingeniería y la tecnología, o que tuvieran un valor económico particularmente importante.
El Presídium del Sóviet Supremo de la URSS era la principal autoridad que otorgó el premio basado en las recomendaciones del Comité Estatal de Invenciones y Descubrimientos de la URSS y el Consejo Central de la Sociedad de Inventores e Innovadores de toda la Unión.
La insignia de Inventor honorífico de la URSS se llevaba en el lado derecho del pecho y, en presencia de otras órdenes o medallas de la URSS, se colocaba encima de estos. Si se utiliza en presencia de títulos honoríficos de la Federación de Rusia, estos últimos tienen prioridad.
Cada medalla venía con un certificado de premio, este certificado se presentaba en forma de un pequeño folleto de cartón de 8 cm por 11 cm con el nombre del premio, los datos del destinatario y un sello oficial y una firma en el interior.
Únicamente el Presídium del Sóviet Supremo de la URSS podía privar de este título a un beneficiario. Un tribunal o el Comité Estatal de Invenciones y Descubrimientos de la URSS y el Consejo Central de la Sociedad de Inventores e Innovadores de toda la Unión podían enviar un requerimiento al Presídium del Sóviet Supremo de la URSS para privar de este títulos.

## Descripción
La insignia de Inventor Honorífico de la URSS es una medalla circular de tombac chapada en oro de 30 mm de diámetro con un borde convexo por ambos lados.
En su anverso, hay una estrella de cinco puntas esmaltada en rojo sobre un martillo, una hoz y engranajes, la punta superior de la hoz se convierte en un misil en arcos de vuelo alrededor del lado derecho de la estrella hasta un punto en su parte superior izquierda. Después de la circunferencia de la medalla izquierda, superior y derecha, aparece la inscripción en relieve «Inventor honorable» (en ruso: Заслуженный изобретатель), cerca de la parte inferior, hay un rectángulo esmaltado rojo con la inscripción en letras doradas «URSS» (en ruso: CCCP).
En el reverso, por lo demás muy simple, hay una inscripción en relieve «Inventor Honorable de la URSS - creador del progreso científico y tecnológico» (en ruso: "Заслуженный изобретатель СССР – творец научно-технического прогресса").
La insignia está unida mediante un anillo y un enlace con un bloque cuadrado dorado con un hueco en ambos lados. Hay ranuras a lo largo de la base del bloque.  La montura estaba cubierta por una cinta escarlata muaré de seda, a la que se adjuntaba una imagen de una rama de laurel, hecha de tombac dorado. El bloque tiene un pasador roscado con una tuerca en el reverso para sujetar la insignia a la ropa.

## Galardonados
En los apenas diez años en los que se entregó este título se le otorgó a dieciséis personas (quince hombre y una mujer), a saber:
1. Borýs Yevhénovych Patón(1983)
2. Leo Nikolayevich Kosjín (1984)
3. Svyatoslav Fyodorov (1984)
4. Leonid Ivanovich Danilov (1984)
5. Gavriil Abramóvich Ilizárov (1985)
6. Andrew Nikiforovich Filippov (1985)
7. Alexander Dmitrievich Kostylev (1987)
8. Anatoli Pavlovich Dostanko (1987)
9. Kazimieras Ragulskis (1987)
10. Dmitri Dmitrievich Matveenko (1988)
11. Vera Aleksandrovna Portnyagina (1988)
12. Alexander Davidovich Kurdadze (1988)
13. Alexander Ivanovich Bliskunov (1990)
14. Vladímir Gevorkovich Grigoryan (1991)
15. Mir Karim-Ogly Seid-Rza (1991)
16. Leo Moiseevich Panasyuk (1991)